# فرودگاه شهرستان هرناندو
فرودگاه شهرستان هرناندو (به انگلیسی: Hernando County Airport) یک فرودگاه همگانی بهره‌برداری هوایی است که یک باند فرود بتن دارد و طول باند آن ۱۵۲۹ متر است. این فرودگاه در کشور ایالات متحده آمریکا قرار دارد و در ارتفاع ۲۳ متری از سطح دریا واقع شده‌است.